# Незрівнянний містер Фокс
«Незрівнянний містер Фокс» (англ. Fantastic Mr. Fox) — лялькова мультиплікація 2009 року, знята Весом Андерсоном за мотивами книги «Фантастичний містер Лис» Роальда Даля. Перший мультфільм у фільмографії режисера. Головних персонажів озвучили Джордж Клуні, Меріл Стріп, Джейсон Шварцман, Білл Мюррей і Віллем Дефо (в україномовній версії Андрій Федінчик і Катерина Брайковська).

## Сюжет
Розлючені фермери, втомлені від постійних нападок хитрого лиса на їх курники, готуються знищити свого ворога і його «хитре» сімейство.

## Ролі озвучили
- Джордж Клуні[3] — містер Фокс
- Меріл Стріп[4] — місіс Фокс (Кейт Бланшетт повинна була озвучувати дану роль, але покинула фільм з невідомих причин[5])
- Білл Мюррей[6] — містер Беджер
- Джейсон Шварцман[3] — Еш Фокс
- Віллем Дефо — щур
- Майкл Гембон — Франклін Бін
- Оуен Вілсон — тренер Скіп
- Волліс Володарскі — опосум Кайлі Свен
- Ерік Чейз Андерсон — Крістофферсон Сільверфокс
- Джарвіс Кокер — Піті
- Вес Андерсон — Стен
- Гелен Маккрорі —  місіс Бін
- Браян Деніс Кокс — Пібоді
- Роман Коппола — білка
- Едрієн Броді — польова миша Рікіті

## Створення мультфільму
Джо Рот і Revolution Studios придбали права на екранізацію книги «Незрівнянний містер Фокс» в 2004 році. Вес Андерсон був затверджений як режисер мультфільму, а Генрі Селік — як режисер мультиплікації. Андерсон вирішив взятися за цей проєкт, тому що є великим шанувальником творчості Роальда Даля. На початку 2006 року Селік покинув проєкт, зайнявшись екранізацією книги Ніла Геймана «Кораліна». Його замінив Марк Густафсон. У жовтні 2006 року Revolution зачинилися, і проєкт був перенесений на Fox Animation Studios. Створення мультфільму почалося в Лондоні у 2007 році.

## Нагороди та номінації
- 2010 — дві номінації на премію «Оскар»: найкращий анімаційний фільм року (Вес Андерсон) і найкраща оригінальна музика (Александр Деспла)
- 2010 — номінація на премію «Сатурн» за найкращий анімаційний фільм
- 2010 — дві номінації на премію Британської кіноакадемії: найкращий анімаційний фільм (Вес Андерсон) і найкраща музика (Александр Деспла)
- 2010 — номінація на премію «Золотий глобус» за найкращий анімаційний фільм
- 2009 — Премія за особливі досягнення Національної ради кінокритиків США (Вес Андерсон)

## Виноски
1. ↑  Також «Фантастичний містер Фокс» або «Фантастичний містер Лис»